# 浦野千賀子
浦野 千賀子（うらの ちかこ、1946年12月20日 - ）は、日本の女性漫画家。大阪府門真市出身。
若くして貸本漫画で漫画家デビュー。代表作『アタックNo.1』は1969年にアニメ化され、一大バレーボールブームを巻き起こすに至った。
夫は漫画家の名胡桃ゆう（2009年6月逝去）。浦野の作品のストーリー、ネームの多くは夫が担当していたという。漫画家のさだやす圭は義弟（夫の弟）。

## 主な作品

### 長編
- 二死満塁(週刊マーガレット1967年)
  - 二死満塁総集編(別冊マーガレット1969年1-3月号)
- アタックNo.1（週刊マーガレット1968年 - 1970年全12巻）
  - アタックNo.1絵物語(別冊マーガレット1969年12-1970年4月号)
  - 新アタックNo.1（週刊マーガレット1976年-1977年、全2巻）
- 友情の回転レシーブ
- バンカラ太陽(別冊マーガレット1970年7月-1971年2月号)
- さすらいのカレン　(別冊マーガレット1971年4-7月号)
- ストップ・ザ・デコ(別冊マーガレット1971年8-12月号)
- 青春の金メダル(別冊マーガレット1972年4-9月号)
- Mマグニチュード8.7(週刊マーガレット1973年30号~)
- ドクター・ジュン子(別冊マーガレット1974-1976年6月号)
- マディの冒険（1978年、全1巻）

### 短編
- 死亡0の日(別冊マーガレット1966年6月号)
- わたしは委員長(別冊マーガレット1966年7月号)
- 夏の日の思い出(別冊マーガレット1966年9月号)
- おさげとニキビ(別冊マーガレット1966年12月号)
- 赤い屋根の車(別冊マーガレット1967年2月号)
- 友情のラケット(別冊マーガレット1967年4月号)
- 大阪の子(別冊マーガレット1967年6月号)
- 若草のような少女
- 秀才と鈍才(別冊マーガレット1967年7月号)
- ラブレター(別冊マーガレット1967年8月号)
- ゴールにむかって!(別冊マーガレット1967年9月号)
- チコのアメリカ日記(別冊マーガレット1967年10月号)
- ガールとボーイフレンドに乾杯(別冊マーガレット1968年11月号)
- ゲレンデの仲間(別冊マーガレット1967年12月号)
- 十八人のいのち(別冊マーガレット1968年1月号)
- フィギュアの少女(別冊マーガレット1968年2月号)
- うなる白球(別冊マーガレット1968年4月号)
- やってきたジュリー(別冊マーガレット1968年5月号)
- 友情の回転レシーブ総集編(別冊マーガレット1968年6月号)
- あすに向かって走れ(別冊マーガレット1968年7月)
- サチとエンゼルたち(別冊マーガレット1968年8月号)
- くたばれ秀才(別冊マーガレット1968年10月号)
- 駆けろコメット(別冊マーガレット1968年12月号)
- 涙の電光スマッシュ(別冊マーガレット1969年4月号)
- 真実への逃走(別冊マーガレット1969年5月号)
- 南海の冒険　(別冊マーガレット1969年6月号)
- 番長キャプテン(別冊マーガレット1969年7月号)
- アタックNo.1大会(別冊マーガレット1969年9月号)
- うなれ回転サーブ(別冊マーガレット1969年11月号)
- 女特別捜査官　彼女はこわいぜ(別冊マーガレット1970年6月)
- リンクに燃ゆる(別冊マーガレット1972年2月号)
- ストップ・ザ・デコ(別冊マーガレット1972年3月号)
- 跳べ!祖国のために(別冊マーガレット1972年10月号)
- 赤い天使1972年(別冊マーガレット1972年11月号)
- 近くにいる遠いお母さんへ(別冊マーガレット1972年12月号)
- 快速ジャンボ(別冊マーガレット1973年1月号)
- カウンタースマッシュは死なず(別冊マーガレット1973年2月号)
- 雪山のかなたに(別冊マーガレット1973年3月号)
- 涙をかっとばせ(別冊マーガレット1973年4月号)
- 赤いローラー(別冊マーガレット1973年5月号)
- ゴンベエは死んだ(別冊マーガレット1973年6月号)
- 赤い天使~恐怖の避暑地(別冊マーガレット1973年7月号)
- 老いぼれサム(別冊マーガレット1973年8月号)
- マタギ犬ケンシロウ(別冊マーガレット1973年9月号)
- チャンピイ西へ走る(別冊マーガレット1973年11月号)
- ブチが見つめる長い道(別冊マーガレット1973年12月号)
- ビリーのアルプス(別冊マーガレット1974年1月号)
- 泣かないでハッピー(別冊マーガレット1974年2月号)
- わたしのベルよ立て!(別冊マーガレット1974年4月号)
- 伊吹の伝説(別冊マーガレット1974年6月号)
- くたばれゼウラス(別冊マーガレット1974年8月号)
- キチが帰って来た時(別冊マーガレット1974年10月号)
- 氷壁の果てに(別冊マーガレット1975年2月号)
- 怒りのフィニッシュ(別冊マーガレット1976年7月号)

### 名作漫画
- ひみつの花園(モンキー文庫・名作漫画シリーズ)
- 美しいポリー(モンキー文庫・名作漫画シリーズ)